# Village Roadshow Pictures
«Village Roadshow Pictures» — австралійська компанія виробник та видавець кінофільмів із штаб-квартирою в Мельбурні, Вікторія. Один з провідних виробників кінопродукції в світі.

Після того, як компанія в 1997–1998 роках почала свою співпрацю з Warner Brothers, Village Roadshow Pictures продовжила створювати бібліотеку фільмів співфінансуючи і співпродюсеруючи 68 фільмів Village Roadshow Entertainment Group і 72 створених фільмів Голівуду. Фільми з її каталогу включають «Життя, як воно є» (з Кетрін Хейгл і Джошем Дюамелем) і «Шерлок Холмс» (з Робертом Дауні і Джудом Лоу).
24 фільми з їх доробку ставали найкасовішими стрічками на внутрішніх ринках і отримали 17 номінацій на премію «Оскар», 8 премій «Оскар» та 4 премії «Золотий глобус».
Наступною роботою компанії буде фільм «Все що тобі потрібно — це вбити», прем'єра якого запланована на березень 2014.

## Фільми

### 1990
- Кривавий місяць

### 1992
- Hurricane Smith
- Сила особистості
- Фортеця

### 1994
- Lightning Jack

### 1996
- Hotel de Love
- Куля
- Фантом

### 1998
- Тарзан і загублене місто
- Практична магія

### 1999
- Аналізуй це
- Матриця
- Глибоке синє море
- Три королі
- Танго втрьох

### 2000
- Плітки
- Космічні ковбої
- Червона планета
- Міс Конгеніальність

### 2001
- Валентин
- Агент Спот
- Наскрізні поранення
- Пароль «Риба-Меч»
- Врятувати Сільвермена
- Коти проти собак
- Назад на землю
- Серця в Атлантиді
- Зразковий самець
- Тренувальний день
- Одинадцять друзів Оушена
- Маджестік

### 2002
- Королева проклятих
- Шоу починається
- Атака павуків
- Пригоди Плуто Неша
- Корабель-привид
- Аналізуй те
- Кохання з повідомленням

### 2003
- Ловець снів
- Матриця: Перезавантаження
- Матриця: Революція
- Таємнича ріка

### 2004
- Обертаючий момент
- Забираючи життя
- Жінка-кішка
- Дванадцять друзів Оушена

### 2005
- Костянтин: Володар темряви
- Міс Конгеніальність 2: Озброєна і легендарна
- Будинок воскових фігур
- Чарлі і шоколадна фабрика
- Герцоги Хаззарда
- Ходять чутки...

### 2006
- Вогняна стіна
- Будинок біля озера
- Веселі ніжки
- Діти без нагляду

### 2007
- Тринадцять друзів Оушена
- Музика та слова
- Жнива
- Ліцензія на шлюб
- Смак життя
- Вторгнення
- Щасливець
- Відважна
- Я — легенда
- Грудневі хлопчики

### 2008
- Спіді Гонщик
- Будь кмітливим
- Ночі в Роданте
- Ґран Торіно
- Завжди кажи «Так»

### 2009
- Там, де живуть чудовиська
- Шерлок Холмс

### 2010
- Секс і місто 2
- Коти проти Собак 2
- Легенди нічної варти
- Життя як воно є

### 2011
- Веселі ніжки 2[en]
- Шерлок Холмс: Гра тіней

### 2012
- Щасливчик
- Похмурі тіні

### 2013
- Мисливці на гангстерів
- Великий Гетсбі
- Майстер Тай-Чі

### 2014
- Lego Фільм
- Зимова фантазія
- На межі майбутнього
- Назустріч шторму
- Праведник
- Суддя
- Американський снайпер

### 2015
- Піднесення Юпітер
- Шалений Макс: Дорога гніву
- Розлом Сан-Андреас
- У серці моря
- Страшилки
- Оборонець

### 2016
- Легенда про Тарзана
- Саллі
- Брати з Ґрімзбі
- Мисливці на привидів
- Чудова сімка
- Прихована краса
- Пробудження

### 2017
- Махач вчителів
- Красиво піти
- Король Артур: Легенда меча
- Операція «Казино»

### 2018
- Поїзд на Париж
- Першому гравцю приготуватися
- Вісім подруг Оушена

### 2019
- Джокер

### 2021
- Матриця: Воскресіння